# Flore Hazoumé
Pour les articles homonymes, voir Hazoumé.
Flore Hazoumé  est une écrivaine ivoirienne, de père béninois et de mère congolaise.

## Biographie
Flore Hazoumé est née en 1959, à Brazzaville, d'Antoine Hazoumé, dahoméen (aujourd'hui Bénin), homme politique et agent des services secrets français et d'une mère congolaise, tante de l'homme politique Bernard Kolélas. Elle est en outre, la petite-fille de l'écrivain Paul Hazoumé.
Elle passe une partie de son enfance et de sa scolarité en France. 
Flore Hazoumé vit en Côte d'Ivoire depuis 1979 et étudie l'anglais à l'université d'Abidjan. Directrice d'une agence de communication dans les années 1990, elle a aussi été la vice-présidente de l'Association Arts et Lettres, et secrétaire chargée de la communication à l'Association des écrivains de Côte d'Ivoire (AECI).
Elle écrit pour les adultes et les enfants et ses histoires ont un message moral. En 2010, elle a travaillé avec Josette Abondio sur le magazine Scrib Spiritualité.

## Œuvres

### Nouvelles
- Rencontres, Abidjan, Les Nouvelles Éditions Africaines, 1984.
- Cauchemars, Abidjan, EDILIS, 1994. (144p.).  (ISBN 2-909238-10-5).1994

### Romans
- La Vengeance de l'Albinos, Abidjan: EDILIS, 1996. (134p.).  (ISBN 2-909238-48-2)
- Une vie de bonne Abidjan/Montréal: Éditions CEDA/Hurtubise HMH, 1999 (76p.).  (ISBN 2 86394 328 6 et 2 89428 383 0).
- Le crépuscule de l'Homme, Abidjan: CEDA, 2002. (200p.).  (ISBN 2-86394-428-2)
- Et si nous écoutons nos enfants, Abidjan: CEDA, 2002 (64p.).  (ISBN 2-86394-432-0)
- Au coin de la rue, la vie m'attendait, n.l.: Zoum éditions, 2006. (192p.). Préface de Gérard Dago Lezou.
- Je te le devais bien..., Abidjan, Les Classiques Ivoiriens, 2012. (142p.).  (ISBN 979-10-90625-02-0). Récit autobiographique.
- Juste une question de cœur – La réconciliation par les mots, Abidjan, L’Oiseau Indigo / Bookwitty, Les Classiques Ivoiriens, 2015;  (ISBN 9782372230162)